# Casa Bernat Vert
La casa Bernat Vert és un edifici situat a la Rambla, 110 i el carrer d'en Roca, 25 de Barcelona, catalogat com a bé cultural d'interès local.

## Història
El 1783, Josepa i Bernat Vert van demanar permís per a construir un edifici de planta baixa i quatre pisos amb façanes a la Rambla i al carrer d'en Roca.
Sembla que a mitjans del segle xix s'amplià l'edifici amb una planta més, potser obra de l'arquitecte Josep Buxareu.

## Descripció
Consta de planta baixa i cinc pisos. Els dos primers compten amb dues obertures de mides desiguals unides per una balconada, mentre que aquest tret es trenca a les plantes superiors, amb una obertura amb balcó i una finestra de dimensions menors. En general, totes les obertures, les llindes i els brancals són de pedra motllurada.
El tret més significatiu d'aquest edifici és la decoració de la façana. Aquesta es troba preferentment emmarcant les obertures, tot i que també es troba en espais buits en totes les plantes. Sobre fons vermellós s'hi troba un bon nombre de figuracions en colors clars que se situen pis per pis, ja que els motius no superen més d'una planta. Els motius representats són escassos motius florals i foliacis, garlandes, sanefes, infants que podrien representar els atributs de l'amor. Per acabar, del mateix tipus també es documenten grans pedestals coronats per bustos.
A la façana del carrer d'en Roca se'n repeteix la temàtica i hi figura la data 1784.